# 2309 Mr. Spock
2309 Mr. Spock је астероид главног астероидног појаса. Приближан пречник астероида је 21,29 ,
а средња удаљеност астероида од Сунца износи 3,012 астрономских јединица (АЈ).
Инклинација (нагиб) орбите у односу на раван еклиптике је 10,984 степени, а орбитални период износи 1910,140 дана (5,229 година). Ексцентрицитет орбите астероида износи 0,087.
Апсолутна магнитуда астероида износи 11,30 а геометријски албедо 0,117.
Астероид је откривен 16. августа 1971. године.